# Criptite

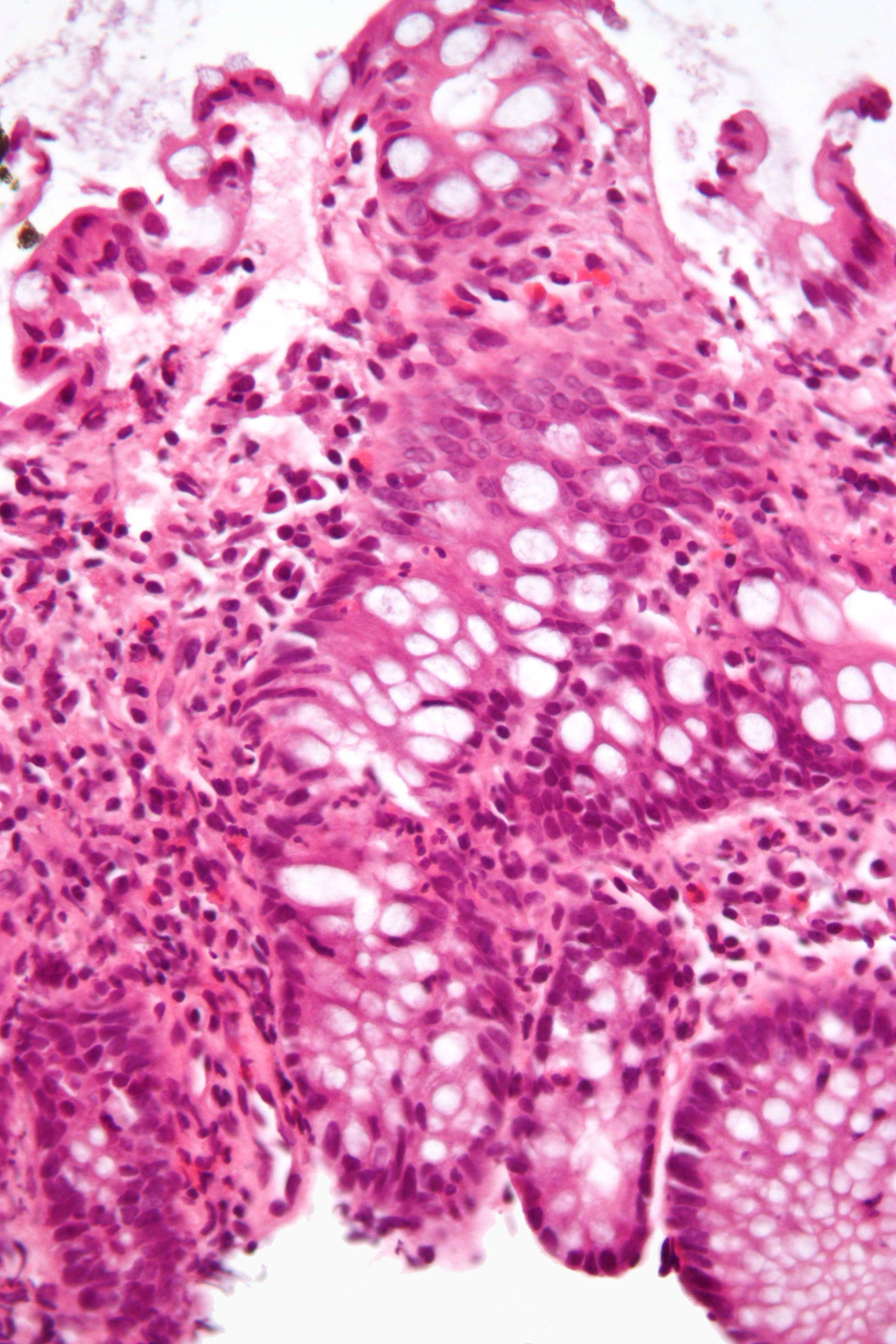
Criptite in corso di malattia di Crohn (microscopia ottica, colorazione con EE).

La criptite è il termine istologico e anatomopatologico con cui viene definita l'infiammazione delle cripte di Lieberkühn. Si tratta di una condizione aspecifica, presente in numerose condizioni, tra le quali le malattie infiammatorie croniche intestinali, la diverticolosi e le coliti, in particolar modo quelle da radiazioni e quelle infettive.
A livello microscopico è possibile osservare un infiltrato di linfociti e di granulociti neutrofili ed eosinofili in prossimità della base delle cripte. Il tessuto epiteliale va incontro a degenerazione progressiva, eventualmente fino alla necrosi e all'ascessualizzazione.